# آگوستین دیاز
آگوستین دیاز (انگلیسی: Agustín Díaz؛ زادهٔ ۵ مهٔ ۱۹۸۸) بازیکن فوتبال اهل آرژانتین است.
از باشگاه‌هایی که در آن بازی کرده‌است می‌توان به باشگاه فوتبال گودوی کروز اشاره کرد.